# Dang Ngoc Chan
Dang Ngoc Chan (1894-1971), en vietnamien Đặng Ngọc Chấn (chữ Nôm 鄧玉震), également connu sous le nom de Doc Phu Su Chan, est un haut fonctionnaire de l'administration française et résistant d'Indochine.

## Biographie
Chấn, fils de Đặng Ngọc Võ et de Nguyen Thi Mai, est né en 1894 à Chaudoc (district de Châu Phú, Cochinchine),. Il épouse Lucie Phan Thi Tien en 1915, puis, après la mort de celle-ci, Nguyen Thi Hien.
Il entre dans la fonction publique comme instituteur en 1913. Il est naturalisé Français en 1926. À cette occasion, il décide de grouper l'intégralité de son nom dans son patronyme qui devient donc Dang Ngoc Chan. Il prend manifestement le prénom de Paul mais celui-ci ne figure sur aucun document officiel. Puis il passe des concours pour finir doc-phu-su en 1933. Adjoint au gouverneur de province, il est responsable de Cholon, à côté de Saïgon (maintenant, Chợ Lớn est un quartier d'Hô-Chi-Minh-Ville) ; à sa retraite, il est nommé administrateur des services civils de l'Indochine à titre honoraire. Il possède également des rizières à Chaudoc.
En 1931, il est Délégué local indigène et Chef du Gouvernement ethnique de Cochinchine à l’Exposition coloniale internationale de Vincennes,. Il est nommé Chevalier de la Légion d'Honneur en 1933.
En 1938-1939, il a apparemment eu une aventure avec une chanteuse de cai luong, Nam Sa Dec (de son vrai nom Nguyen Kim Chung), et il en serait né un enfant qu'il n'a pas reconnu (il était alors déjà marié).
Durant la Seconde Guerre mondiale, il participe à la résistance contre l'occupation japonaise et est fait prisonnier lors du coup de force japonais. En 1947, alors que la guerre d'Indochine a débuté, il fait partie d'une délégation envoyée par le gouvernement français à la conférence de New Dehli du 23 mars au 2 avril 1947, organisée par Nehru. Il est nommé Officier de la Légion d'Honneur en 1948 puis commandeur en 1959.
Il meurt le 21 septembre 1971 à Saïgon.

## Études et carrière
- Collège Chasseloup-Laubat[4],[12] ;
- 1912 : instituteur stagiaire[13] ;

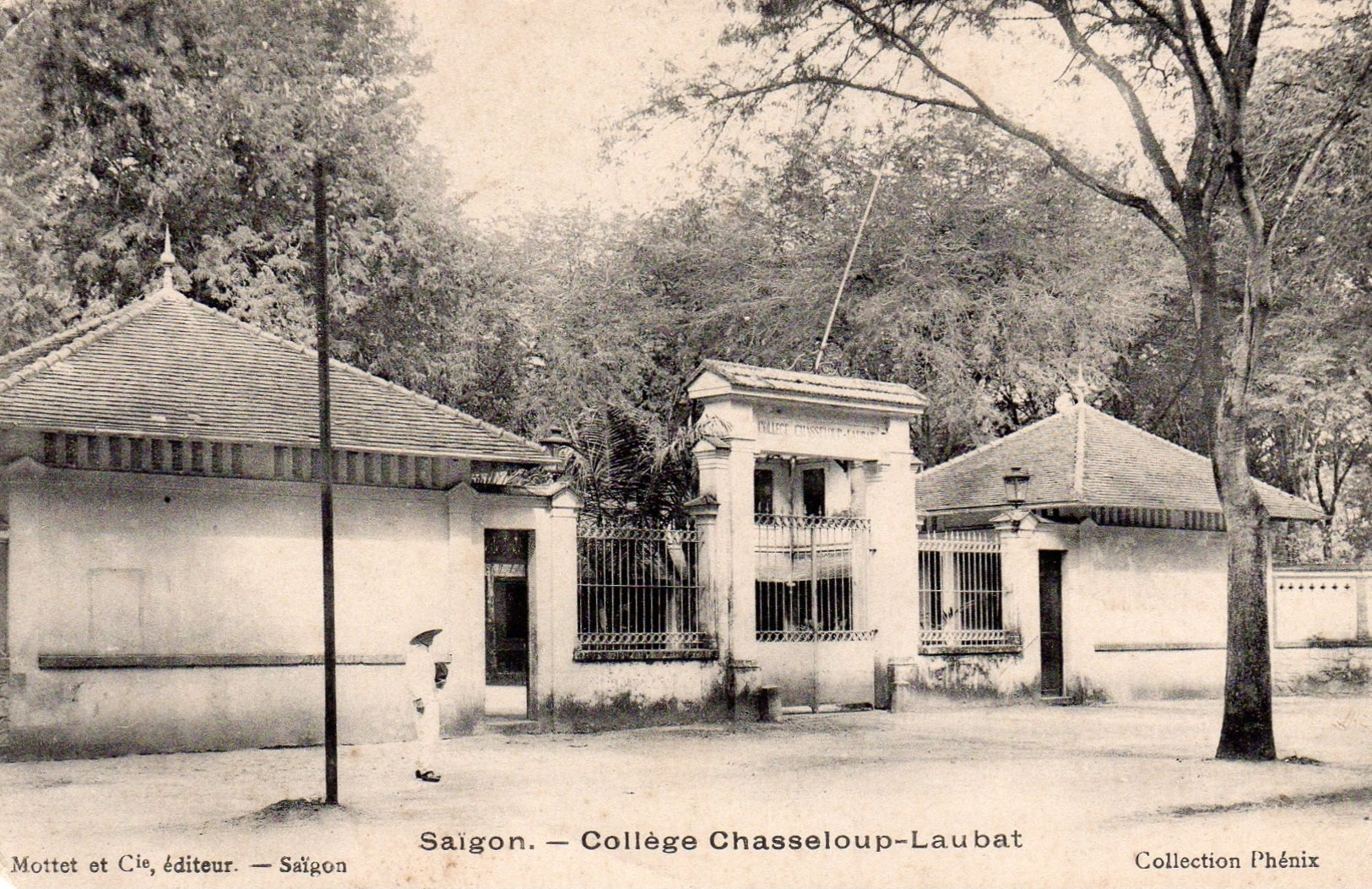
Collège Chasseloup-Laubat.

- 1913 : instituteur de l'enseignement primaire de 4e classe[2],[13] ;
- 1915 : secrétaire interprète[2],[13] ;
- 1917-1920 : École supérieure de droit et d'administration de l'Université de Hanoï[2] ;
- 1920 : commis de 4e classe du gouvernement[13] ;
- 1923 : commis de 3e classe[13] ;
- 1926 : commis de 2e classe[13] ;
- 1926 : phu de 3e classe[2],[13] ;
- 1928 : phu 2e classe[14],[15],[13] ;
- 1930 : phu 1re classe[7],[13] ;
- 1933 : doc-phu-su[2] ;
- 1936 : doc-phu-su hors classe spéciale[2] ;
- délégué administratif du Centre et secrétaire de province à Cholon (poste occupé en 1943)[2] ;
- 1947 : administrateur honoraire de 1re classe des services civils de l'Indochine[4],[16] ;
- vers 1962 : membre du Conseil supérieur des Français de l'étranger[4].

Activité bénévole : 
- secrétaire du Comité du Temple du Souvenir annamite de Cochinchine[17] ;
- membre du Comité d'érection de la statue Pétrus-Ky[18] ;
- conseiller du Cercle sportif annamite[19] ;
- membre du conseil d'administration du lycée Marie Curie en 1951-1952[20] ;
- membre du comité central des Associations d'aide mutuelle et d'assistance sociale de Cochinchine (AMAS)[21] ;
- vice-président de la Fédération indochinoise de la Résistance[4] ;
- président de la section de Saïgon de la Société d'entr'aide des membres de la Légion d'honneur[4] ;
- vice-président de l'Amicale saïgonnaise des anciens combattants[4] ;
- président de l'Association amicale des citoyens français d'origine asienne[4] ;
- membre du Comité de la Société des études indochinoises[4] ;
- président du Cercle franco-vietnamien[4].

## Décorations
- Officier de l'ordre du Dragon d'Annam[4],[2] ;

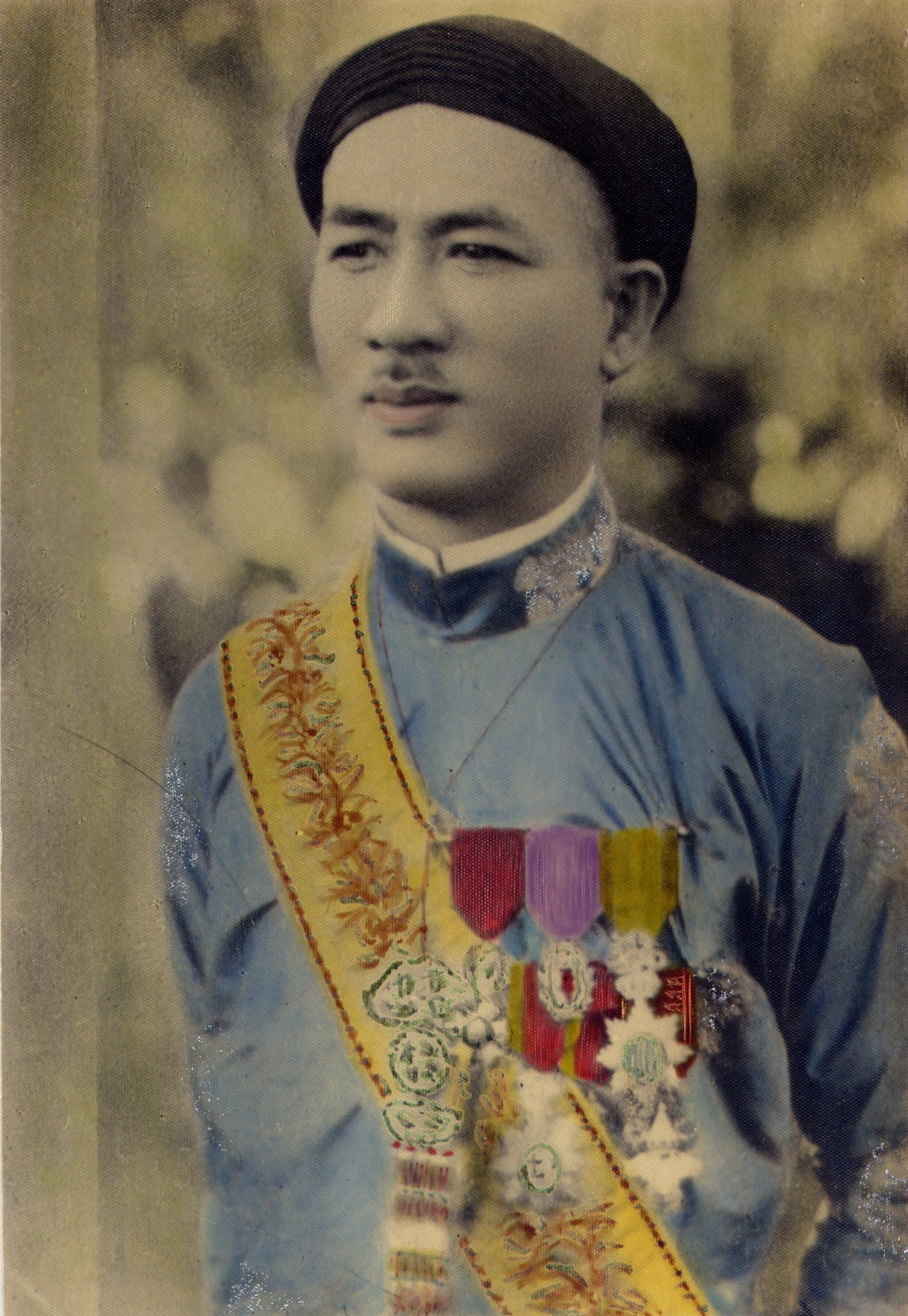
Dang Ngoc Chan en 1948.

- Officier du Mérite Agricole Annamite[2],[22] ;
- Officier du Sowathara[4],[2] ;
- Chevalier de l'Ordre royal du Cambodge ;
- Chevalier du Million d'Éléphants[4],[23] ;
- Commandeur de la Légion d’Honneur[8] ;
- Croix de guerre[4] ;
- médaille de la résistance[4],[10] ;
- médaille d'or de la Reconnaissance française avec rosette[4],[10] ;
- chevalier des Palmes académiques[4] ;
- Croix de la Vaillance avec palme[10]